# Vincent P. Martin
 (novembre 2023).
La mise en forme du texte ne suit pas les recommandations de Wikipédia : il faut le « wikifier ».
Les points d'amélioration suivants sont les cas les plus fréquents. Le détail des points à revoir est peut-être précisé sur la page de discussion.
- Les titres sont pré-formatés par le logiciel. Ils ne sont ni en capitales, ni en gras.
- Le texte ne doit pas être écrit en capitales (les noms de famille non plus), ni en gras, ni en italique, ni en « petit »…
- Le gras n'est utilisé que pour surligner le titre de l'article dans l'introduction, une seule fois.
- L'italique est rarement utilisé : mots en langue étrangère, titres d'œuvres, noms de bateaux, etc.
- Les citations ne sont pas en italique mais en corps de texte normal. Elles sont entourées par des guillemets français : « et ».
- Les listes à puces sont à éviter, des paragraphes rédigés étant largement préférés. Les tableaux sont à réserver à la présentation de données structurées (résultats, etc.).
- Les appels de note de bas de page (petits chiffres en exposant, introduits par l'outil «  Source ») sont à placer entre la fin de phrase et le point final[comme ça].
- Les liens internes (vers d'autres articles de Wikipédia) sont à choisir avec parcimonie. Créez des liens vers des articles approfondissant le sujet. Les termes génériques sans rapport avec le sujet sont à éviter, ainsi que les répétitions de liens vers un même terme.
- Les liens externes sont à placer uniquement dans une section « Liens externes », à la fin de l'article. Ces liens sont à choisir avec parcimonie suivant les règles définies. Si un lien sert de source à l'article, son insertion dans le texte est à faire par les notes de bas de page.
- La présentation des références doit suivre les conventions bibliographiques. Il est recommandé d'utiliser les modèles {{Ouvrage}}, {{Chapitre}}, {{Article}}, {{Lien web}} et/ou {{Bibliographie}}. Le mode d'édition visuel peut mettre en forme automatiquement les références.
- Insérer une infobox (cadre d'informations à droite) n'est pas obligatoire pour parachever la mise en page.

Pour une aide détaillée, merci de consulter Aide:Wikification.
Si vous pensez que ces points ont été résolus, vous pouvez retirer ce bandeau et améliorer la mise en forme d'un autre article.
Vincent Peter Martin (né en 1968) est un homme politique irlandais du Parti vert, sénateur depuis juin 2020, après avoir été nommé par le Taoiseach.

## Jeunesse
Martin est né à Cavan en 1968, mais est originaire de Carrickmacross, dans le comté de Monaghan. Le "P" dans son nom fait référence non seulement à son deuxième prénom (Peter), mais aussi à son grand-oncle, Vincent "Pepper" Martin, un boxeur professionnel basé à Brooklyn qui a déjà fait une apparition sur la couverture de The Ring, un magazine sportif bien connu. Sa sœur, Catherine Martin, est la chef adjointe du Parti Vert. Avant de se lancer en politique, Martin est avocat de profession.
Il est marié à Hilda Cummins, avec qui il a deux enfants, un fils et une fille,.

## Carrière politique
Martin commence sa carrière politique en 1999 en tant que membre du conseil municipal de Carrickmacross. Il est ensuite conseiller du comté de Monaghan en 2004 comme indépendant, même si certaines sources le donnent membre du Fianna Fáil,. Il perd son siège au conseil du comté de Monaghan en 2009. En 2006, le chef du Parti vert de l'époque, John Gormley, cherche à recruter Martin au sein du Parti vert. En 2009, Martin s'éloigne de la politique locale pour se concentrer sur son métier d'avocat et passer du temps avec sa jeune épouse. On s'attendait à ce qu'il nomme Darcy Lonergan, un autre membre local du Parti Vert, pour le remplacer, mais comme Longeran est parti étudier aux États-Unis Vincent coopte sa sœur Catherine pour ce poste.
Martin reste en dehors de la politique pendant une décennie. À cette époque, il déménage à Naas dans le comté de Kildare. En 2019, il revient à la politique, en tête des élections dans la zone électorale locale de Naas lors des élections locales de 2019.
Aux élections générales de 2020, il se présente comme candidat du Parti vert à Kildare North mais n'est pas élu. En juin 2020, lorsque le Parti Vert entre au gouvernement, Martin est nommé par le Taoiseach au Seanad. Il est l'un des deux seuls hommes parmi les 11 nominés. En septembre 2020, Colm Kenny est coopté pour occuper le siège de Martin au conseil du comté de Kildare.